# Denis J. Driscoll

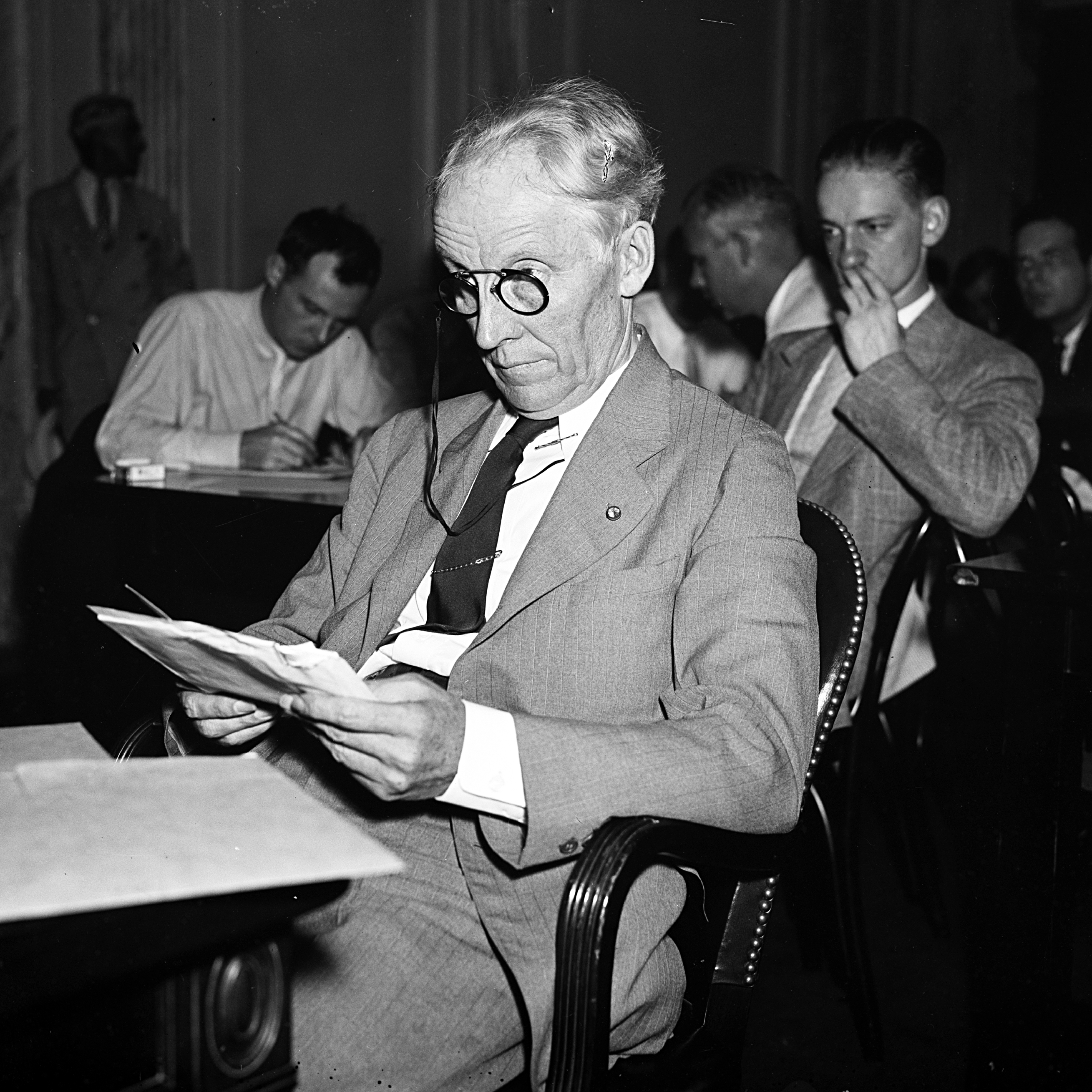
Denis J. Driscoll (1935)

Denis Joseph Driscoll (* 27. März 1871 in North Lawrence, St. Lawrence County, New York; † 18. Januar 1958 in St. Marys, Pennsylvania) war ein US-amerikanischer Jurist und Politiker. Zwischen 1935 und 1937 vertrat er den Bundesstaat Pennsylvania im US-Repräsentantenhaus.

## Werdegang
Denis Driscoll besuchte die öffentlichen Schulen seiner Heimat, die Lawrenceville Academy und das State Teachers’ College in Potsdam. In den Jahren 1888 und 1889 unterrichtete er in Potsdam als Lehrer. Danach zog er nach St. Marys in Pennsylvania, wo er bis 1891 ebenfalls als Lehrer tätig war. Zwischen 1892 und 1897 hatte er als Principal die Aufsicht über die dortigen öffentlichen Schulen. Nach einem Jurastudium und seiner 1898 erfolgten Zulassung als Rechtsanwalt begann er in St. Marys in diesem Beruf zu arbeiten. Er nahm auch als Freiwilliger am Spanisch-Amerikanischen Krieg von 1898 teil.
Nach dem Krieg schlug Driscoll als Mitglied der Demokratischen Partei eine politische Laufbahn ein. Zwischen 1899 und 1922 saß er im Staatsvorstand seiner Partei; im Jahr 1905 war er sogar Staatsvorsitzender. Außerdem amtierte er von 1903 und 1906 als Bürgermeister von St. Marys. Zwischen 1911 und 1936 leitete er den dortigen Schulausschuss. In den Jahren 1916 und 1920 nahm er als Delegierter an den jeweiligen Democratic National Conventions teil. Von 1920 bis 1921 war er Bundesstaatsanwalt für den westlichen Teil Pennsylvanias.
Bei den Kongresswahlen des Jahres 1934 wurde Driscoll im 20. Wahlbezirk von Pennsylvania in das US-Repräsentantenhaus in Washington, D.C. gewählt, wo er am 3. Januar 1935 die Nachfolge des Republikaners Thomas Cunningham Cochran antrat. Da er im Jahr 1936 nicht bestätigt wurde, konnte er bis zum 3. Januar 1937 nur eine Legislaturperioden im Kongress absolvieren. 1935 wurden erstmals die Bestimmungen des 20. Verfassungszusatzes angewendet, wonach die Legislaturperiode des Kongresses jeweils am 3. Januar endet bzw. beginnt. Während seiner Zeit im Kongress wurden dort weitere New-Deal-Gesetze der Roosevelt-Regierung verabschiedet.
Zwischen 1937 und 1940 war Denis Driscoll Vorsitzender der öffentlichen Versorgungskommission von Pennsylvania (Pennsylvania Public Utility Commission). Dieses Amt legte er nieder, weil er zu einem von zwei Beauftragten des Bundesgerichts für den südlichen Teil des Staates New York ernannt worden war, um die dortigen insolventen Gas- und Stromkonzerne wieder aufzubauen. Diesen Posten bekleidete er bis 1946. Denis Driscoll starb am 18. Januar 1958 in St. Marys, wo er auch beigesetzt wurde.